# WASP-15b
WASP-15b는 2008년 발견된 외계 행성이다. WASP-15b는 어머니 행성 WASP-15 주위를 돌고 있는데, WASP-15는 황백색 왜성으로 표면 온도, 반지름, 질량 모든 면에서 태양보다 조금씩 더 뜨겁고, 크고, 무겁다.

## 물리적 특징
WASP-13b의 질량은 태양의 58퍼센트로, 어머니 항성의 열기 때문에 행성의 대기는 부풀어 올라 있으며 그로 인해 반지름은 목성보다 12퍼센트 더 크다. 어머니 항성과의 거리는 0.0510 천문단위이며 행성의 1 공전주기는 3.75일이다. 표면 온도는 1,500 켈빈이다.

## 참고 문헌
- https://web.archive.org/web/20120307000706/http://www.superwasp.org/wasp_planets.htm
- http://exoplanet.eu/planet.php?p1=WASP-15&p2=b